# Museo Carnavalet

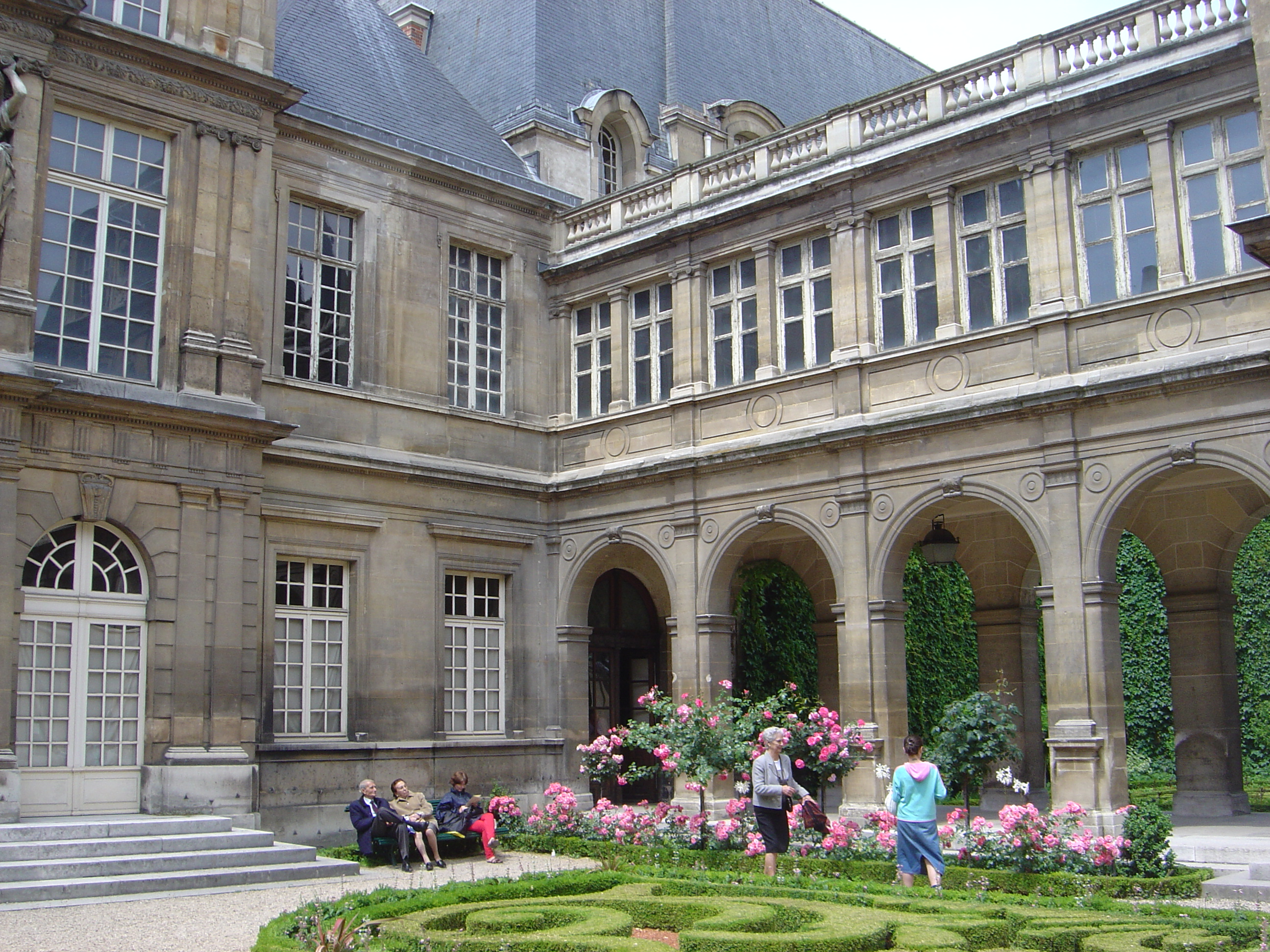
L'Hôtel de Carnavalet

Il museo Carnavalet (pron. /kaʁnavaˈlɛ/) è il Museo della Storia di Parigi, dalle origini sino ai nostri giorni.
Diretto dal 1993 da Jean-Marc Lèri, è situato nel III arrondissement, nel quartiere del Marais, ai civici 23 di rue de Sévigné (ingresso principale), 14-18 di rue des Franc-Bourgeois e 2-4 di rue Payenne.
È costituito da due palazzi collegati tra loro da una galleria situata al primo piano: l'hotel Carnavalet e l'hotel "Le Peletier de Saint-Fargeau" (che ospitava la Biblioteca Storica della città di Parigi, ora situata in un altro palazzo ai civici 25 di rue Francs Burgeois e 24 di rue Pavée).

## Storia

### Coltura Santa Caterina
I sergenti d'arme di Filippo Augusto, prima della battaglia di Bouvines del 27 luglio 1214, fecero voto di costruire una chiesa in onore di Santa Caterina d'Alessandria in caso di vittoria. E così fu. A questo antefatto si lega la necessità, per i Canonici Regolari di Val-des-Écoliers, di avere una residenza a Parigi. Nel 1228 Nicolas Giboin, borghese parigino, e Pierre de Brenne donarono ai religiosi due campi coltivati contigui presso porta Baudoyer, all'esterno della cinta muraria di Filippo Augusto. San Luigi re posò nel 1229 la prima pietra della chiesa, che venne affidata ai canonici di Val-des-Écoliers. I campi coltivati intorno al priorato presero il nome di "Coltura di Santa Caterina".
Seguendo l'esempio di Francesco I che lotizzò nel 1543 il palazzo Saint-Pol per fare cassa, nel 1545 i canonici, a causa di difficoltà economiche crescenti, vendettero dei terreni coltivati. La Coltura di Santa Caterina fu così divisa in 59 lotti organizzati da una rete di vie ortogonali tra loro. Cinquantatré dei 59 lotti furono venduti nei primi quattro mesi.

### Palazzo Carnavalet

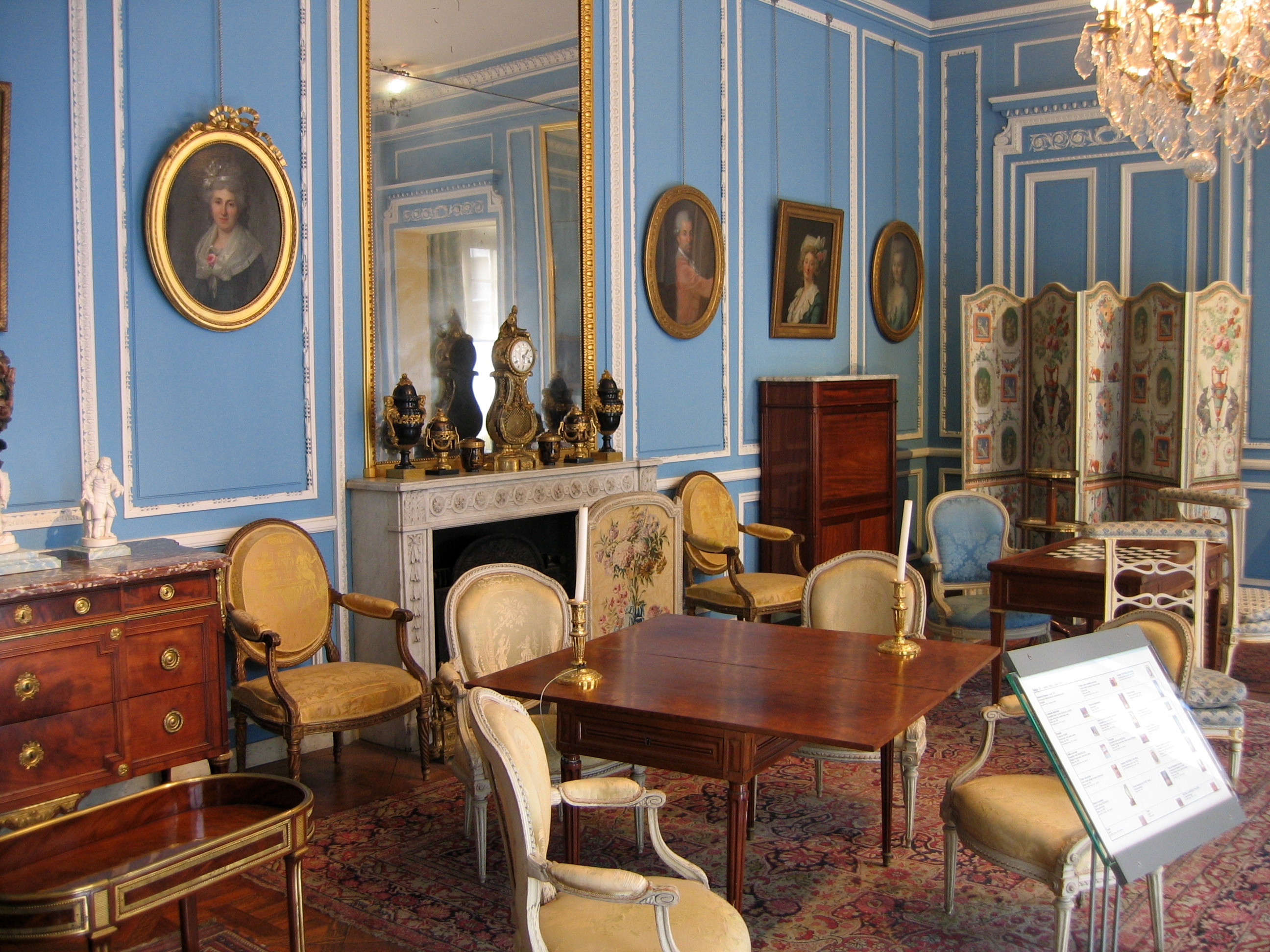
Gli interni

I primi cinque lotti furono acquisiti il 18 marzo da Jacques des Ligneris, presidente del parlamento, rappresentante Francesco I al Concilio di Trento. Su tale appezzamento fece erigere da Nicolas Dupuis su disegno di Pierre Lescot un palazzo tra corte e giardino, il primo a Parigi in tale stile.
Ispirato al castello d'Écouen, fu d'esempio per numerosi altri palazzi. Le statue che lo decorano sono capolavori dovuti a Jean Goujon e al suo atelier. Del Rinascimento rimangono la facciata sulla corte, i due padiglioni laterali, l'antica loggia di sinistra e, parzialmente, la facciata sulla strada.
Nel 1578 il palazzo divenne proprietà di Françoise de la Baume-Montrevel, vedova di François de Kernevenoy, un gentiluomo bretone, il cui nome venne deformato dai parigini in Carnavalet. Stando al gioco di assonanze, fu proprio Madame Kernevoy ad apporre la maschera di carnevale che si vede sulla chiave di volta del portone d'ingresso.
Nel 1605 divenne proprietà di Florent d'Argouges, tesoriere di Maria de' Medici. Nel 1650 passò nelle mani di Claude Boislève, che affidò il compito di ingrandirlo a François Mansart che trasformò l'ala sinistra e l'ingresso, rialzando l'ala destra. Boislève, arricchito con alcune speculazioni finanziarie, venne compromesso da alcune relazioni d'affari con Nicolas Fouquet e cadde in disgrazia. I suoi beni furono venduti nel 1662. Il palazzo fu aggiudicato nel 1667 a Gaspad de Gillier, che lo affittò alla marchesa de Sévigné. Nel 1694 fu venduto a Brunet de Rancy, segretario del re, e rimase alla sua famiglia fino al 1777.
Dopo la Rivoluzione, fu occupato dall'École des ponts et chaussées, un'università per la formazione di ingegneri civili, e poi dalle istituzioni Liévyns e Verdot. Fu poi acquistato dalla città di Parigi nel 1866 su proposta di Haussmann, per farne il museo storico della capitale. Il medesimo anno iniziarono i lavori sotto la guida di Victor Parmentier, che rifece la facciata sul giardino in stile Rinascimento.
Durante i lavori di restauro le prime collezioni furono provvisoriamente raccolte all'Hôtel de Ville, dove perirono insieme al fabbricato a causa di un incendio nel 1871.
Tra il 1871 e il 1880 il museo venne ingrandito a discapito del giardino, includendo in queste costruzioni degli elementi architettonici provenienti dalla demolizione di alcuni vecchi edifici parigini:
- l'arco di Nazareth, struttura del XVI secolo che decorava la piccola rue de Nazareth, nell'Île de la Cité;
- la facciata dell'ufficio della Corporazione dei Mercanti della Lana delle Halles (1660);
- l'avancorpo del palazzo di Chouiseul (1710).

### Il convento delle "Filles bleues"
Il museo aprì le porte nel 1880 e continuò a ingrandirsi, tanto che nel 1894 lo Stato acquistò la parte sud del convento delle religiose della Celeste Annunciazione, 25, rue de Sévigné, per ingrandire il museo. La porzione settentrionale (27, rue de Sévigné) era già stata comprata dallo Stato nell'80 per stabilirvi il liceo Victor Hugo.
Le religiose, il cui ordine venne fondato a Ginevra nel 1602, erano chiamate Filles bleues (ragazze blu) poiché sul vestito portavano uno scapolare blu. Le canoniche avevano acquistato l'edificio nel 1626, che venne rilevato come bene nazionale nel 1796.

### Palazzo Le Peletier de Saint-Fargeau
Nel 1545 quattro lotti della Coltura Santa Caterina vennero acquistati da Michel de Champrond, signore di la Bourdinière e vi fece costruire la propria casa. Nel 1686 venne acquistata da Michel Le Peletier de Souzy, consigliere di Stato. Le Peletier fece distruggere la casa per edificarvi la propria spaziosa dimora, su progetto di Pierre Bullet. Il palazzo rimase di proprietà della famiglia fino al 1811. Vi nacque Louis-Michel Le Peletier de Saint-Fargeau, martire della Rivoluzione, ucciso da un lealista. Le Peletier fu l'oggetto di un culto importante, che si sviluppò in tutta la Francia a partire dal 1794.
Nel 1895 la città di Parigi acquista l'edificio. Nel 1898 si rese necessario dividere il Museo Carnavalet dalla Biblioteca Storica, che divenne un'istituzione autonoma e fu posta nel palazzo Le Peletier de Saint-Fargeau, poi trasferita al Palazzo de Lamoignon (ai civici 25, rue Francs Burgeois e 24, rue Pavée) nel 1968. Nel 1989 il museo si allargò nuovamente acquisendo il palazzo Le Peletier, unito al Carnavalet da una galleria che attraversa il liceo victor Hugo.
Il palazzo Le Pelletier de Saint-Fargeau è di uno stile più sobrio e fu costruito dall'architetto Pierre Bullet nel 1690. L'architettura è eccezionale con la sua grande scalinata, di cui il sontuoso corrimano in ghisa di ferro, molata e cesellata - e non in ferro forgiato - è una prode tecnica mai rinnovata prima del XIV sec. La sua ristrutturazione fu messa in atto dal 1982 al 1983. I suoi grandi camini, la sua pavimentazione e le sue travi a vista sono state conservate, per una messa in scena degli interni parigini durante la Storia.

## Le collezioni
Tra le numerose ricostruzioni:

Collections of Musée Carnavalet

- la sezione dell'hotel de Villacerf con il rivestimento di legno decorato con motivi policromi e di grotesques nella parte di volta del trompe-l'œil e il soffitto rappresentate Apollo e le stagioni;
- una grande sezione e una camera dell'hotel de la Rivière, con i soffitti e le tappezzerie di Charles le Brun;
- due pezzi di stile Luigi XV, con due complessi decorativi disegnati dall'architetto Claude Nicolas Ledoux, esempi di neoclassicismo;
- il caffè militare, esempio dello stile le grand goût;
- lo scalone di Luynes e la sua composizione di trompe-l'œil;
- otto pezzi in stile Luigi XV e in stile Luigi XVI [ stanza dorata, camera policroma, piccolo salotto, salone blu, salone grigio, salone turchese, salone giunchiglia - giallo chiaro - ]… con i mobili della collezione di Madame Bouvier lasciati in testamento nel 1965, mobili di Pierre Migeon, fornitore della Marchesa di Pompadour, dei bronzi di Jacques Dubois, e altri mobili di Jean-Henri Riesener e Adam Weisweiler;
- una galleria di quadri del XX sec. con delle opere di Tsuguharu Foujita, Maurice Utrillo e Marcel Gromaire;
- dodici sale dedicate alla Rivoluzione Francese, con i muri coperti di tessuti rigati secondo il gusto dell'epoca e numerosi oggetti - scatole, medaglioni, ventagli, illustrazioni e maquettes -, mobili e emblemi rivoluzionari e pitture.

Tra gli oggetti ci sono:
- il gioco del domino e i soldatini di piombo del piccolo Dauphin;
- le chiavi della Bastiglia;
- manette dell'epoca;
- modellini ridotti di ghigliottine;
- un anello in forma di bara contenente dei capelli del re Luigi XVI.

Mentre tra i mobili:
- la coiffeuse della regina Maria Antonietta e il letto di Madame Elisabeth, la sorella di Luigi XVI;
- le sale del Secondo Impero;
- la camera di Marcel Proust, dove ha scritto Alla ricerca del tempo perduto;
- la camera con tappezzeria di cretonne di Anna de Noailles, dove riceveva i suoi amici;
- la camera di Paul Léautaud;
- una sala particolare del Cafè de Paris, in stile Art Nouveau, decorata dall'architetto Henri Sauvage e ammobiliata da Louis Majorelle;
- la gioielleria Fouquet della rue Royale, dove le decorazioni di animali e di elementi vegetali sono stati realizzati dal cartellonista Alfons Mucha;
- la sala da ballo dell'hotel de Wendel, con i muri dipinti da José Maria Sert con delle composizioni, camaïeux - lavorazioni monocrome su ceramica e incisioni - e drappi rossi.
La composizione principale rappresenta la Regina di Saba, attorniata dalla sua corte, abbandonare il suo regno per recarsi dal re Salomone.